# Thomisus pateli
Thomisus pateli là một loài nhện trong họ Thomisidae.
Loài này thuộc chi Thomisus. Thomisus pateli được Pawan U. Gajbe miêu tả năm 2004.